# 하우메아 (왜행성)
하우메아(소행성명 136108 Haumea)는 카이퍼 벨트에 있는 왜행성이다. 상징은 ‘’이다.

## 발견과 명명
하우메아는 2004년 미국 캘리포니아 공과대학교의 마이크 브라운(Mike Brown) 교수 팀과 2005년 오르티스(J. L. Ortiz)가 이끄는 스페인의 과학자들에 의해 발견되었다. 마이크 브라운 교수 팀이 먼저 발견했지만 그들은 발견 발표를 지연했기 때문에, 누가 먼저 발견했는지에 대해서는 논란이 있다. 스페인 과학자들이 이 천체의 발견을 국제천문연맹(IAU)에 발표했을 때, 천체의 임시 명칭은 (136108) 2003 EL61로 주어졌었다. 그러다가 2008년 9월 17일, 국제천문연맹은 이 천체를 왜행성으로 공식 분류하고, 하와이 신화 속의 풍요와 출산을 상징하는 여신의 이름인 하우메아의 이름을 따서 명명하게 된 것이다. 이로써 하우메아는 세레스와 명왕성, 에리스, 마케마케에 이어 태양계의 5번째 왜행성으로 등록되었다.

## 궤도와 공전
하우메아는 큐비원족에 속하는 해왕성 바깥 천체의 하나로 분류된다. 하우메아와 태양간의 현재 거리는 약 50 천문단위 정도이지만 근일점일 때는 35 천문단위까지도 접근한다. 궤도경사는 28°로, 명왕성의 17°에 비해 65%가량 높다.

## 물리적 특징
하우메아의 크기는 1960 × 1518 × 996 km 정도로 명왕성과 비슷하나 질량은 약 4.2 × 1021 kg로 명왕성의 약 32% 정도이고 긴 타원체형이다. 이 같은 형태를 띠게 된 것은 수십억 년 전 다른 천체와 충돌한 뒤 4시간 주기의 빠른 자전 속도를 갖게 되었기 때문이라고 분석되었다. 야코비 타원체로 설명된다.

## 위성
하우메아에는 2개의 위성이 있다. 충돌에 의해 하우메아로부터 떨어져 나간 것으로 보이는 이 두 위성은 하와이 신화 속 하우메아의 자식들의 이름인 “히이아카(Hi'iaka)”와 “나마카(Namaka)”로 각각 명명됐다. 위성들은 모두 2005년에 발견되었다.둘 다 크기가 400km를 넘지 않는다.

## 고리
최근 네이쳐에 실린 연구결과에 따르면, 하우메아에 고리가 있고, 별 엄폐로 인한 크기 측정으로 현재 알려진 크기보다 훨씬 더 크다고 한다. 고리는 하우메아의 중심에서 2,287km 떨어진 곳에 약 70km의 너비로 존재하며 하우메아가 3번 자전할 때마다 고리의 입자는 1번 공전하는 거리에 있다. 이는 하우메아의 전체 밝기 중 5%를 차지한다.

## 같이 보기
- 천문학의 명명 관행
- 인근의 다른 천체를 일소
- 국제천문연맹
- 해왕성 바깥 행성

1. ↑  JPL/NASA (2015년 4월 22일). “What is a Dwarf Planet?”. 《Jet Propulsion Laboratory》. 2022년 1월 19일에 확인함.